# Grace Williams
Grace Mary Williams (Barry, 19 de febrero de 1906-Barry, 10 de febrero de 1977) fue una compositora británica, generalmente considerada la compositora más notable de Gales y la primera mujer británica en componer la música de un largometraje.

## Primeros años
Williams nació en Barry, Glamorgan, hija de William Matthews Williams y Rose Emily Richards Williams. Sus padres eran profesores; su padre también era un músico destacado. De niña aprendió a tocar el piano y el violín, tocando tríos de piano con su padre y su hermano Glyn, y acompañando al coro de su padre. En la escuela del condado comenzó a desarrollar su interés por la composición bajo la guía de la profesora de música Miss Rhyda Jones, y en 1923 ganó la beca Morfydd Owen para la Universidad de Cardiff (University College of South Wales y Monmouthshire), donde estudió con el profesor David Evans. En 1926 comenzó a estudiar en el Royal College of Music de Londres, donde recibió clases de Gordon Jacob y Ralph Vaughan Williams. Otras compositoras notables que estudiaron con Williams en el RCM fueron Elizabeth Maconchy, Dorothy Gow e Imogen Holst, la hija de Gustav Holst. En 1930 recibió una beca de viaje y eligió estudiar con Egon Wellesz en Viena, donde permaneció hasta 1931.

## Carrera profesional

### Enseñanza y Segunda Guerra Mundial
A partir de 1932 enseñó en Londres, en la Camden Girls 'School y en el Southlands College of Education. Durante la Segunda Guerra Mundial, los estudiantes fueron evacuados a Grantham en Lincolnshire, donde compuso algunas de sus primeras obras, incluida la Sinfonia Concertante para piano y orquesta, y su Primera Sinfonía. Una de sus obras más populares, Fantasia on Welsh Nursery Tunes (1940) fue escrita durante este período. Sea Sketches para orquesta de cuerdas, escrito en 1944, fue la primera obra de su estilo maduro. Esta música evoca vívidamente el mar, en toda su variedad de estados de ánimo. En 1945 regresó a su ciudad natal, donde permaneció el resto de su vida, dedicándose más o menos a tiempo completo a la composición.
En 1949, se convirtió en la primera mujer británica en componer la música para un largometraje, con Blue Scar. En 1960-1961 escribió su única ópera, The Parlor, que no se representó hasta 1966. En los Honores de Año Nuevo de 1967, rechazó una oferta de la Orden del Imperio Británicopor sus servicios a la música.

### Obras
La obra más popular de Williams es Penillion, escrita para la Orquesta Nacional Juvenil de Gales en 1955. Retomó algunas de las mismas ideas en su Concierto para trompeta de 1963. Otra de sus obras famosas, y distinta a otras de sus composiciones, fue Fantasia on Welsh Nursery Tunes, donde recuerda su infancia y adolescencia en su Gales natal.
A pesar de la tradición de la música coral en Gales, las composiciones de Williams fueron en gran parte piezas orquestales o instrumentales. Las Baladas para orquesta de 1968, escritas para el Eisteddfod Nacional, celebrado ese año en su ciudad natal, tiene todo el color y la arrogancia de una corte medieval.
Entre sus obras vocales destacan la puesta en escena del himno latino, Ave Maris Stella, para SATB sin acompañamiento (1973), y Six Poems de Gerard Manley Hopkins, para contralto y sexteto de cuerdas (1958). El ciclo se cerró con dos de los poemas más conocidos de Hopkins, Pied Beauty y Windhover, y su música se adapta con la sutileza rítmica de los textos. Estas piezas se encuentran entre las más bellas, las suaves ondulaciones melódicas y armónicas del Ave Maris Stella (Hail, Star of the Sea) que sugieren, como tantas veces en su música, el oleaje del mar omnipresente. Entre las composiciones en galés se encuentra el villancico Rhosyn Duw de Saunders Lewis, para SATB, piano y viola (1955), que luego incorporó a su obra coral a gran escala, Missa Cambrensis (1971).
Sus últimas obras terminadas (1975) fueron ajustes de Kipling y Beddoes para la inusual combinación de SATB, arpa y dos cuernos. La última música que escribió fue en realidad en su Segunda Sinfonía, originalmente compuesta en 1956 y revisada sustancialmente en 1975.

### Legado
BBC Radio 3 le dedicó su segmento "Compositor de la semana" durante la segunda semana de agosto de 2006, año del centenario de su nacimiento. Esto dio lugar a varias interpretaciones nuevas de obras que no habían sido interpretadas durante mucho tiempo, incluyendo su Concierto para violín (1950) y su Sinfonía Concertante para piano y orquesta (1941).
En marzo de 2016 se estrenaron las interpretaciones modernas de su Missa Cambrensis a gran escala para solistas, coro y orquesta (1971) y de su suite sinfónica Four Illustrations for the Legend of Rhiannon (1939-1940).

### Grabaciones
Solo se han grabado una pocas obras de Williams. Su Segunda Sinfonía, Penillion, Sea Sketches y Fantasia on Welsh Nursery Tunes se han incluido en dos compilaciones de Lyrita, y varias obras corales, incluida Ave Maris Stella, se grabaron para una colección de Chandos Records. Ballads for Orchestra fue grabado por la Orquesta Sinfónica de la BBC Symphony bajo la dirección de Baldur Brönnimann y se incluyó en el volumen 15 número 3 de la BBC Music Magazine. En 2019 se publicó un álbum de música de cámara de Williams interpretada por la violinista Madeleine Mitchell y el London Chamber Ensemble.

### Obras principales
- Two Psalms for contralto, harp and strings (1927)
- Phantasy Quintet for piano and string quartet (1928 ; Segundo premio en la Cobbett Competition 1928)
- Hen Walia, Overture for orchestra (1930)
- Sonata for violin and piano (1930 ; rev. 1938)
- Sextet for oboe, trumpet, violin, viola, cello and piano (c. 1931)
- Sonatina for flute and piano (1931)
- Suite for orchestra (1932)
- Concert Overture (c. 1932)
- Movement for Trumpet and chamber orchestra (1932)
- Suite for nine instruments (flute, clarinet, trumpet, piano, two violins, viola, cello and double bass) (c. 1934)
- Theseus and Ariadne, ballet (1935)
- Elegy for String orchestra (1936 ; rev. 1940)
- Four Illustrations for the Legend of Rhiannon, for orchestra (1939)
- Fantasia on Welsh Nursery Tunes, for orchestra (1940)
- Sinfonia Concertante for piano and orchestra (1941)
- Symphony No. 1, in the form of Symphonic Impressions of the Glendower Scene in "Henry IV Part 1" (1943)
- Sea Sketches, for String orchestra (1944)
- Piano Concerto (unfinished ; one movement only) (1949)
- The Dark Island, Suite for string orchestra (1949)
- Violin Concerto (1950)
- Variations on a Swedish Tune The Shoemaker for Piano and Orchestra (1950)
- The Dancers, Choral Suite (1951)
- Hiraeth, for harp (1951)
- Three Nocturnes, for two pianos (1953)
- Seven Scenes for Young Listeners, for orchestra (1954)
- Penillion, for orchestra (1955)
- Symphony No. 2 (1956 ; rev. 1975)
- All Seasons shall be Sweet (1959)
- The Parlour, opera (after Guy de Maupassant) (1961)
- Processional for orchestra (1962 ; rev. 1968)
- Trumpet Concerto (1963)
- Carillons, for oboe and orchestra (1965 ; rev. 1973)
- Severn Bridge Variations (collective work) : Variation V (1966)
- Ballads for Orchestra (1968)
- Castell Caernarfon, for orchestra (1969)
- Missa Cambrensis (1971)
- Ave Maris Stella, for SATB chorus a cappella (1973)
- Fairest of Stars, for soprano and orchestra (1973)

## Vida personal
Durante y después de la Segunda Guerra Mundial, Williams experimentó depresión y otros problemas de salud relacionados con el estrés. Murió a los setenta años en febrero de 1977, en Barry.